# Plantae bogoriensis exsiccatae
Plantae bogoriensis exsiccatae (abreviado Pl. Bogor. Exsic.) es un libro con ilustraciones y descripciones botánicas que fue escrito por el botánico y emninente taxónomo vegetal suizo Bénédict Pierre Georges Hochreutiner y publicado en el año 1904.